# ライヴ・モスクワ09-X1-90
『ライヴ・モスクワ09-X1-90』（原題：Live in Mockba 09-XI-10 / 英題：Live in Moscow）は、エイジアが1990年に録音・1991年に発表したライブ・アルバム。

## 解説
バンドは1990年、新ギタリストのパット・スロールを迎えた編成でツアーを行い、本作にはモスクワ公演の模様が収録された。ジェフ・ダウンズのキーボード・ソロでは、かつてダウンズが所属していたバグルスの楽曲「ラジオ・スターの悲劇」が演奏されている。「スターレス」と「ブック・オブ・サタデー」は、ジョン・ウェットンが過去に所属していたキング・クリムゾンの曲で、ウェットンは前者でピアノ、後者でアコースティック・ギターを弾いた。「キャリ・アン」は本作が初出の新曲で、後に発売された未発表音源集『Wetton Downes』（2002年）および『Icon Zero』（2017年）に収録されたヴァージョンでは、フランシス・ダナリー（リードギター）、スコット・ゴーハム（リズムギター）らの演奏がフィーチャーされている。なお、ウェットンは本作のリリース前にエイジアを脱退し、ジョン・ペインが後任として迎えられた。
Mike DeGagneはオールミュージックにおいて5点満点中3点を付け「演奏は巧みで、新鮮な響きがあり、エイジアのライブ・アルバムとしては最良である」と評している。また、『CDジャーナル』のミニ・レビューでは「正直、彼らはその完璧な音を追求する集団であり、ライヴだと若干ギャップが生じてしまう。が、それだからこそバンドの人間味も味わうことができる」と評されている。

## リイシュー
本作のCDと映像作品は収録曲が異なっていたが、2008年に『ライヴ・イン・モスクワ1990』と改題され発売された2枚組CDには、オリジナル盤で外され、映像版のみ収録されていた曲も追加された。

## 収録曲
特記なき楽曲はジョン・ウェットンとジェフ・ダウンズの共作。

### オリジナルCD
1. タイム・アゲイン - "Time Again" (John Wetton, Geoff Downes, Steve Howe, Carl Palmer) - 5:36
2. 孤独のサヴァイヴァー - "Sole Survivor" - 6:25
3. ドント・クライ - "Don't Cry" - 5:06
4. キーボード・ソロ（〜ラジオ・スターの悲劇） - "Keyboard Solo" (G. Downes, Trevor Horn, Bruce Woolley) - 5:27
5. 時へのロマン - "Only Time Will Tell" - 4:58
6. ロック・アンド・ロール・ドリーム - "Rock and Roll Dream" - 5:51
7. スターレス - "Starless" (J. Wetton, Robert Fripp, Richard Palmer-James) - 3:45
8. ブック・オブ・サタデー - "Book of Saturday" (J. Wetton, R. Fripp, R. Palmer-James) - 2:48
9. 嘘りの微笑み（パートI & II） - "The Smile Has Left Your Eyes (Parts I & II)" (J. Wetton) - 4:59
10. ザ・ヒート・ゴーズ・オン - "The Heat Goes On" - 7:23
11. ゴー - "Go" - 4:49
12. ヒート・オブ・ザ・モーメント - "Heat of the Moment" - 5:19
13. 永遠の輝き - "Open Your Eyes" - 7:32
14. キャリ・アン - "Kari-Anne" - 5:17

### VHS
1. 時へのロマン - "Only Time Will Tell"
2. 孤独のサヴァイヴァー - "Sole Survivor"
3. 流れのままに - "Cutting It Fine" (J. Wetton, G. Downes, S. Howe)
4. デイズ・ライク・ディーズ - "Days Like These" (Steve Jones)
5. ランデヴー6:02 - "Rendezvous 6:02" (J. Wetton, Eddie Jobson)
6. ザ・ヒート・ゴーズ・オン - "The Heat Goes On"
7. ブック・オブ・サタデー - "Book of Saturday" (J. Wetton, R. Fripp, R. Palmer-James)
8. プレイング・フォー・ア・ミラクル - "Prayin' for a Miracle" (J. Wetton, Sue Shifrin, David Cassidy)
9. ゴー - "Go"
10. 嘘りの微笑み - "The Smile Has Left Your Eyes" (J. Wetton)
11. 永遠の輝き - "Open Your Eyes"
12. ヒート・オブ・ザ・モーメント - "Heat of the Moment"

### ライヴ・イン・モスクワ1990

#### ディスク1
1. タイム・アゲイン - "Time Again" (J. Wetton, G. Downes, S. Howe, C. Palmer) - 5:35
2. 孤独のサヴァイヴァー - "Sole Survivor" - 6:25
3. ドント・クライ - "Don't Cry" - 4:59
4. カッティング・イット・ファイン - "Cutting It Fine" - 2:11
5. キーボード・ソロ（インクルーディング 'ラジオ・スターの悲劇/マジェスティ'） - "Keyboard Solo" (G. Downes, T. Horn, B. Woolley) - 5:14
6. 時へのロマン - "Only Time Will Tell" - 4:58
7. ロック・アンド・ロール・ドリーム - "Rock and Roll Dream" - 5:44
8. ランデヴー6:02 - "Rendezvous 6:02" (J. Wetton, E. Jobson) - 3:22
9. スターレス - "Starless" (J. Wetton, R. Fripp, R. Palmer-James) - 3:45
10. 土曜日の本 - "Book of Saturday" (J. Wetton, R. Fripp, R. Palmer-James) - 2:49
11. 偽りの微笑み - "The Smile Has Left Your Eyes (Parts I & II)" (J. Wetton) - 4:54

#### ディスク2
1. デイズ・ライク・ディーズ - "Days Like These" (S. Jones) - 3:38
2. ザ・ヒート・ゴーズ・オン（インクルーディング・ドラム・ソロ） - "The Heat Goes On" - 7:22
3. ゴー - "Go" - 4:48
4. ヒート・オブ・ザ・モーメント - "Heat of the Moment" - 5:22
5. 永遠の輝き - "Open Your Eyes" - 7:22
6. キャリ・アン（スタジオ・トラック） - "Kari-Anne" - 5:04

## 参加ミュージシャン
- ジョン・ウェットン - ボーカル、ベース、ピアノ(on "Starless")、アコースティック・ギター(on "Book of Saturday")
- ジェフ・ダウンズ - キーボード、ハーモニー・ボーカル
- パット・スロール（英語版） - ギター、ハーモニー・ボーカル
- カール・パーマー - ドラムス、パーカッション